# 帕尼萨山
帕尼萨山（希腊语: Πάρνηθα），希腊的一座山脉，位于雅典以北。帕尼萨山森林覆盖率较高，平均海拔1,413米。总面积约250 km²。帕尼萨山地区大部分被设为国家公园。

## 帕尼萨国家公园
帕尼萨国家公园1961年设立。主要保护野生鸟类等野生动物。

## 2007年山火

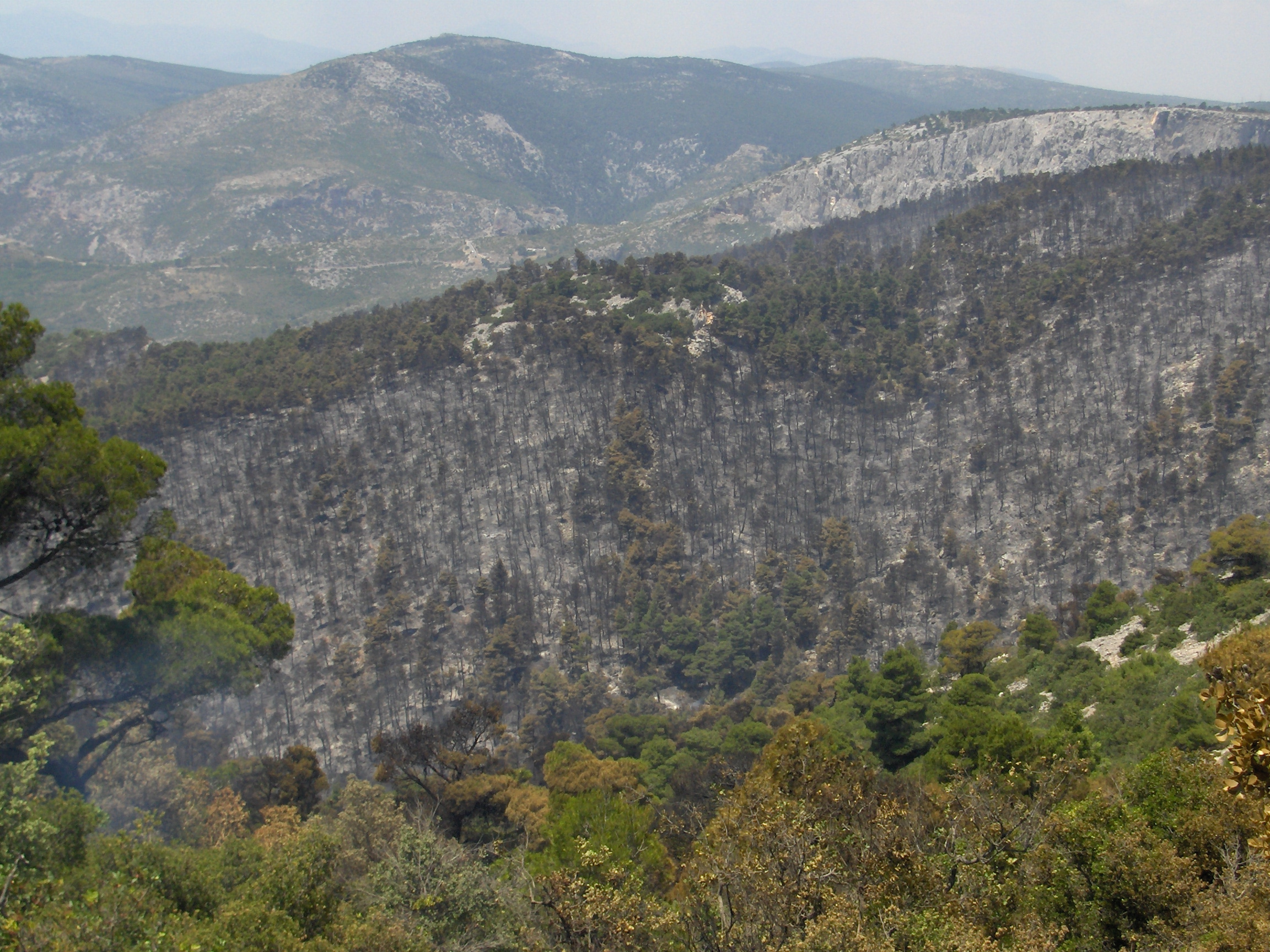
被烧毁的部分地区

在2007年希腊森林大火中，该地遭受严重破坏。